# Neda, Spanien
Neda är en kommun i Spanien. Den ligger i provinsen A Coruña i den autonoma regionen Galicien i nordvästra delen av landet, 500 km väster om huvudstaden Madrid. Antalet invånare är 4 868 (2024). Arean är 24,46 kvadratkilometer.